# 27095 Girardiwanda
27095 Girardiwanda (1998 UE23) là một tiểu hành tinh vành đai chính được phát hiện ngày 25 tháng 10 năm 1998 bởi U. Munari và F. Castellani ở Cima Ekar Observatory.